# Behzinga
Ethan Leigh Payne (1995. június 20. –), ismertebb nevén Behzinga, angol Youtuber, streamer és internetes személyiség, aki ismert videójátékokkal foglalkozó, futball és fitnesz videóiról. Alapítótagja a brit Sidemen csoportnak. 2019-ben a The Sunday Times listáján az Egyesült Királyság 31. legbefolyásosabb influenszere volt. 2023 novemberében fő csatornáján több, mint 4,9 millió feliratkozója van és összes csatornáján több, mint 905 millió megtekintéssel rendelkezik.

## Fiatalkora
Anyja egyedül nevelte fel, miután apja elhagyta a családot. Anyja a youtuber gyerekkorában sokat küzdött rákos megbetegedéssel. Apja elhagyta anyját, mielőtt Payne megszületett volna, mostohaapja pedig, akivel hat hónapos korában találkozott először és azt hitte a biológiai apja volt, 13 éves korában hagyta ott a családot, drogfüggőségének következtében. A Marshalls Park Iskolába járt, majd videójáték fejlesztést tanult a South Essex College-ban.
A West Ham United rajongója.

## Karrierje
Csatornáját 2012. február 24-én regisztrálta YouTube-ra, mikor még iskolába járt. Elmagyarázta, hogy neve az Agymenők sorozatból származik, ahol Sheldon Cooper gyakran használja a "Bazinga!" kifejezést, Payne ennek betűzését változtatta meg. Korai tartalma főként a Call of Duty és a FIFA videójátékokra koncentrált. Az idő elteltével elkezdett futball, komédia és fitnesz videókat is megjelentetni.
2013. október 19-én Payne és négy további brit Youtuber megalapította az Ultimate Sidemen csoportot, amelyet később Sidemen-re rövidítettek. 2014 óta a csoport tagjai: Vikram Barn (Vikkstar123), Joshua Bradley (Zerkaa), Tobi Brown (TBJZL), Harry Lewis (W2S), Simon Minter (Miniminter), JJ Olatunji (KSI), és Payne. A csoport online videókat készít, gyakran kihívásokat, videójáték kommentárokat és futball videókat. Emellett van saját ruhakollekciójuk is.
2019 szeptemberében a The Sunday Times listáján az Egyesült Királyság 31. legbefolyásosabb influenszere volt. Ugyanebben a novemberben kommentátora volt a KSI vs. Logan Paul II ökölvívó mérkőzésnek a Sky Sports Box Office-on.
2020 októberében főszereplője volt a három részes How to Be Behzinga YouTube Originals dokumentumfilmnek, amelyben depressziójáról és a Londoni maraton teljesítéséhez vezető útjáról beszélt, amelynek során a Teenage Cancer Trust jótékonysági szervezetnek gyűjtött adományokat. Elmondta, hogy alkoholista volt és öngyilkossággal is megpróbálkozott, de a Sidemen támogatásával képes volt túllépni problémáin és 2019 végére 36 kg-ot fogyott.
Azóta a mentális egészség szószólója és a érzéseink megosztásának fontosságáról is gyakran beszélt, illetve arról, hogy mennyire fontos lebontani aa férfiak mentális betegségei köré felépült tabut.

## Magánélete
2021 óta Faith Kelly internetes személyiséggel van kapcsolatban, 2024 áprilisában bejelentették eljegyzésüket, decemberben házasodtak össze. Egy gyermekük született, Olive Ottilie (2022–).
2024. április 22-én életveszélyes asztmarohamot szenvedett, amit követően hosszabb távon kórházba került.

## Filmográfia
| Év   | Eredeti cím            | Szerep | Szolgáltató       | Jegyzet                             | For.   |
| ---- | ---------------------- | ------ | ----------------- | ----------------------------------- | ------ |
| 2014 | The Sidemen Experience | Önmaga | Comedy Central UK | Főszereplő; 5 epizód                | [ 20 ] |
| 2018 | The Sidemen Show       | Önmaga | YouTube Premium   | Főszereplő; 7 epizód                | [ 21 ] |
| 2020 | MOTDx                  | Önmaga | BBC Three         | Az "05/11/2020" epizódban           | [ 22 ] |
| 2020 | How to Be Behzinga     | Önmaga | YouTube           | Főszereplő; 3 epizód dokumentumfilm | [ 23 ] |
| 2020 | Hello 2021: UK         | Önmaga | YouTube           | Vendég                              | [ 24 ] |
| 2021 | What Should I Watch?   | Önmaga | YouTube           | Vendégházigazda                     | [ 25 ] |

| Év   | Eredeti cím  | Szerep | Szolgáltató | Jegyzet            | For.          |
| ---- | ------------ | ------ | ----------- | ------------------ | ------------- |
| 2020 | Fighting Fit | Önmaga | Sky Sports  | Epizód: "Behzinga" | [ 26 ] [ 27 ] |

## Külső linkek
- Behzinga csatornája a YouTube-on
- Behzinga a Twitch-en
- Behzinga az IMDb-n